# Nekrolog November 2020
Nekrolog
◄◄
| ◄
| 2016
| 2017
| 2018
| 2019
| 2020 | 2021 | 2022 | 2023 | 2024 | ►
Januar |
Februar |
März |
April |
Mai |
Juni |
Juli |
August |
September |
Oktober |
November |
Dezember 2020
Weitere Ereignisse | Allgemeiner Nekrolog 2020
Die Beschreibung der verstorbenen Person sollte so kurz wie möglich gehalten sein und nur deren signifikante Tätigkeit(en) enthalten.
Neue Namen ggf. auch unter dem Geburts- und Sterbedatum, also etwa unter 1. Januar und im Geburts- und Sterbejahr (2024) eintragen (nur bei entsprechender großer Wichtigkeit). Für Beispiele siehe die schon vorhandenen Artikel.
Außerdem über die fünf zuletzt Verstorbenen, zu denen es einen ausreichend guten Artikel für eine Präsentation auf der Hauptseite gibt, nach der todesbedingten Überarbeitung der Artikel ggf. auch unter Wikipedia Diskussion:Hauptseite informieren und sie am besten auch in den anderen Wikipedia-Sprachversionen eintragen. Tipp: Regelmäßig bei news.google.de nach „ist tot“, „gestorben“ oder „verstorben“ suchen.
Wenn eine Person gestorben ist, gibt es viele Seiten zu dieser Person in der Wikipedia, die davon auch betroffen sind und entsprechend aktualisiert werden müssen. Beispiele: Namenübersichtsseite, Geburtsjahr, Geburtsort-Seiten und viele mehr.
Wie finde ich die betroffenen Seiten?
Im Suchfeld auf der linken Seite gibt man den Suchbegriff so ein: „Vorname Nachname“. Dann klickt man auf Volltext und alle Seiten mit entsprechendem Suchtext werden aufgerufen. Hier sieht man dann schnell, wo auch das Todesjahr Sinn macht oder sogar ein Teil des Artikels angepasst werden muss. Auch hilft das „Werkzeug“ auf der linken Seite sehr gut, um solche Seiten aufzufinden: „Links auf diese Seite“. Somit ist die Wikipedia wieder aktuell in allen Bereichen! Hinweis: bei Eintragung der Kategorie „Gestorben JAHR“ wird der Missbrauchsfilter 49 ausgelöst, was jedoch nicht schlimm ist. Siehe: Spezial:Missbrauchsfilter/49
Dies ist eine Liste von im November 2020 verstorbenen bekannten Persönlichkeiten. Die Einträge erfolgen innerhalb der einzelnen Daten alphabetisch sortiert. Tiere sind im Nekrolog für Tiere zu finden.

## November
Bearbeitungshinweis: Neue Todesfälle bitte nach Tagen geordnet eintragen. Die Todesfälle desselben Tages bitte in alphabetischer Reihenfolge absteigend einfügen.
| Tag          | Name                               | Beruf, bekannt als                                                                                       | Alter | Beleg |
| ------------ | ---------------------------------- | --- | ----- | ----- |
| 30. November | Irina Antonowa                     | sowjetische bzw. russische Kunsthistorikerin                                                             | 98    |       |
| 30. November | Édgar Aranda                       | paraguayischer Fußballspieler                                                                            | 34    |       |
| 30. November | Hartmut Behrendt                   | deutscher Generalmajor                                                                                   | 85    |       |
| 30. November | Hella Brock                        | deutsche Musikwissenschaftlerin                                                                          | 101   |       |
| 30. November | Jerry Demara                       | mexikanischer Sänger und Komponist                                                                       | 42    |       |
| 30. November | Seymour Feshbach                   | US-amerikanischer Psychologe                                                                             | 95    |       |
| 30. November | Guido Goldman                      | US-amerikanischer Politikwissenschaftler                                                                 | 83    |       |
| 30. November | Liliane Juchli                     | Schweizer Krankenschwester und Pflegetheoretikerin                                                       | 87    |       |
| 30. November | Brittanya Karma                    | deutsch-vietnamesische Rapperin und Vloggerin                                                            | 29    |       |
| 30. November | Mona Moncalvillo                   | argentinische Journalistin                                                                               | 73    |       |
| 30. November | Wolfgang Neininger                 | Schweizer Violinist, Pianist, Komponist und Dirigent                                                     | 94    |       |
| 30. November | Harald Pfeffer                     | deutscher Skispringer                                                                                    | 84    |       |
| 30. November | Susi Piroué                        | deutsche Verlegerin und Kochbuchautorin                                                                  | 84    |       |
| 30. November | Bruno Rixen                        | deutscher Ingenieur, Erfinder und Unternehmer                                                            | 89    |       |
| 30. November | Albert Rolant                      | deutscher Schauspieler und Hörspielsprecher                                                              | 92    |       |
| 30. November | Branimir Šćepanović                | jugoslawischer Schriftsteller                                                                            | 83    |       |
| 30. November | Eberhard Schmoock                  | deutscher Fußballschiedsrichter                                                                          | 83    |       |
| 30. November | Gerda Steiner-Paltzer              | deutsche Schauspielerin                                                                                  | 87    |       |
| 30. November | Richard Süßmeier                   | deutscher Hotelier und Gastronom                                                                         | 90    |       |
| 30. November | Anne Sylvestre                     | französische Chansonsängerin                                                                             | 86    |       |
| 30. November | Tan Eng Bock                       | singapurischer Wasserballspieler                                                                         | 84    |       |
| 30. November | Jørgen Teytaud                     | dänischer Schauspieler                                                                                   | 87    |       |
| 30. November | Ludwig Verbeek                     | deutscher Schriftsteller                                                                                 | 82    |       |
| 29. November | José Rafael Barquero Arce          | costa-ricanischer Bischof                                                                                | 89    |       |
| 29. November | John Ashworth                      | englischer Fußballspieler                                                                                | 83    |       |
| 29. November | Gerhard Böhm                       | österreichischer Politiker                                                                               | 84    |       |
| 29. November | Ben Bova                           | US-amerikanischer Science-Fiction-Autor                                                                  | 88    |       |
| 29. November | Edda Bresciani                     | italienische Ägyptologin und Hochschullehrerin                                                           | 90    |       |
| 29. November | Marco Dino Brogi                   | italienischer Erzbischof                                                                                 | 88    |       |
| 29. November | Wayne Cogswell                     | US-amerikanischer Musiker                                                                                | 83    |       |
| 29. November | Max Dätwyler                       | Schweizer Unternehmer und Mäzen                                                                          | 91    |       |
| 29. November | Mary R. Dawson                     | US-amerikanische Wirbeltier-Paläontologin                                                                | 89    |       |
| 29. November | Papa Bouba Diop                    | senegalesischer Fußballspieler                                                                           | 42    |       |
| 29. November | Wladimir Fortow                    | sowjetischer bzw. russischer Physiker                                                                    | 74    |       |
| 29. November | Jérôme Grandidier                  | luxemburgischer Unternehmer und Verbandsfunktionär                                                       | 50    |       |
| 29. November | Frank Hensel                       | deutscher Leichtathletikfunktionär                                                                       | 70    |       |
| 29. November | Siegfried Hug                      | deutscher Skilangläufer                                                                                  | 84    |       |
| 29. November | Angelika Köster-Loßack             | deutsche Politikerin                                                                                     | 73    |       |
| 29. November | Salvatore R. Maddi                 | US-amerikanischer Psychologe                                                                             | 87    |       |
| 29. November | Ewald Meier                        | deutscher Gespannfahrtrainer                                                                             | 73    |       |
| 29. November | Giorgio Morales                    | italienischer Politiker                                                                                  | 88    |       |
| 29. November | Jossif Ostrowski                   | sowjetischer bzw. ukrainischer Mathematiker                                                              | 86    |       |
| 29. November | Michael Ottow                      | deutscher Fußballfunktionär                                                                              | 57    |       |
| 29. November | Victoria Racimo                    | US-amerikanische Schauspielerin                                                                          | 76    |       |
| 29. November | Gerhard Schmied                    | deutscher Kultursoziologe                                                                                | 80    |       |
| 29. November | Remo Sernagiotto                   | italienischer Politiker                                                                                  | 65    |       |
| 29. November | Henryk Skudlik                     | deutscher Künstler und Pädagoge                                                                          | 93    |       |
| 29. November | Peter Spielmann                    | tschechisch-deutscher Kunsthistoriker, Ethnograph und Museumsleiter                                      | 88    |       |
| 29. November | Eldred Tabachnik                   | britischer Jurist                                                                                        | 76    |       |
| 28. November | Shamseddin Badran                  | ägyptischer Soldat und Politiker                                                                         | 91    |       |
| 28. November | Îdo Bavê Şêx                       | irakischer Politiker                                                                                     | 65    |       |
| 28. November | Clifton Bertrand                   | Sprinter aus Trinidad und Tobago                                                                         | 84    |       |
| 28. November | Philippe Cassegrain                | französischer Unternehmer                                                                                | 83    |       |
| 28. November | Othella Dallas                     | US-amerikanische Tänzerin und Jazzsängerin                                                               | 95    |       |
| 28. November | Karl-Heinz van Kaldenkerken        | deutscher Verwaltungsjurist                                                                              | 95    |       |
| 28. November | Sara Leland                        | US-amerikanische Balletttänzerin                                                                         | 79    |       |
| 28. November | Roger Mandle                       | US-amerikanischer Kunsthistoriker und Museumskurator                                                     | 79    |       |
| 28. November | Erich Neureuther                   | deutscher Regisseur, Schauspieler, Drehbuchautor und Hörspielsprecher                                    | 88    |       |
| 28. November | Bonifácio Piccinini                | brasilianischer Erzbischof                                                                               | 91    |       |
| 28. November | David Prowse                       | britischer Filmschauspieler                                                                              | 85    |       |
| 28. November | Friedrich Radermacher              | deutscher Komponist                                                                                      | 96    |       |
| 28. November | Peter Radtke                       | deutscher Schauspieler und Aktivist                                                                      | 77    |       |
| 28. November | Juan de Dios Román Seco            | spanischer Handballtrainer und -funktionär                                                               | 78    |       |
| 28. November | Wilfried Tandetzki                 | deutscher Unternehmer, Fußballfunktionär und -mäzen                                                      | 78    |       |
| 28. November | Jim Wade                           | US-amerikanischer Basketballspieler                                                                      | 73    |       |
| 27. November | Manfred Altner                     | deutscher Literaturwissenschaftler                                                                       | 89    |       |
| 27. November | Renate Brömme                      | deutsche Malerin, Grafikerin und Hochschullehrerin                                                       | 84    |       |
| 27. November | Kevin Burnham                      | US-amerikanischer Segler                                                                                 | 63    |       |
| 27. November | Mohsen Fachrisadeh                 | iranischer Atomphysiker                                                                                  | 63    |       |
| 27. November | Volker Fischer                     | deutscher Design- und Architekturkritiker                                                                | 69    |       |
| 27. November | Herbert Fraß                       | deutscher Politiker                                                                                      | 82    |       |
| 27. November | Dietmar Friedmann                  | deutscher Buchautor, Dozent und Coaching-Entwickler                                                      | 83    |       |
| 27. November | Horst Grienig                      | deutscher Wirtschaftswissenschaftler                                                                     | 84    |       |
| 27. November | Tony Hsieh                         | US-amerikanischer Unternehmer und Investor                                                               | 46    |       |
| 27. November | Franz Knößlsdorfer                 | deutscher Radrennfahrer                                                                                  | 89    | [ 1 ] |
| 27. November | Dainis Liepiņš                     | sowjetischer Radrennfahrer                                                                               | 58    |       |
| 27. November | Rüdiger Möller                     | deutscher Verwaltungsbeamter                                                                             | 58    |       |
| 27. November | Werner E. Platz                    | deutscher Mediziner, Psychiater und Gerichtsgutachter                                                    | 80    |       |
| 27. November | Dieter Popp                        | deutscher Geheimdienstler                                                                                | 82    |       |
| 27. November | Parviz Pourhosseini                | iranischer Schauspieler                                                                                  | 79    |       |
| 27. November | Miroslav Rys                       | tschechoslowakischer Fußball- und Eishockeyspieler                                                       | 88    |       |
| 27. November | Werner Schmidt                     | deutscher Jazzmusiker                                                                                    | 88    |       |
| 27. November | Michael Schmidt-Degenhard          | deutscher Psychiater und Psychotherapeut                                                                 | 67    |       |
| 27. November | Carlos Alberto Vázquez             | argentinischer Radrennfahrer                                                                             | 86    |       |
| 26. November | Allan Botschinsky                  | dänischer Jazztrompeter, Arrangeur und Produzent                                                         | 80    |       |
| 26. November | Siegfried Carli                    | südtiroler Sezessionist                                                                                  | 83    |       |
| 26. November | Friedrich Cejka                    | österreichischer Fußballspieler                                                                          | 92    |       |
| 26. November | Christopher Cherney                | US-amerikanischer Pianist, Komponist und Arrangeur                                                       | 67    |       |
| 26. November | Jules Coupier                      | französischer Romanist, Okzitanist und Lexikograf                                                        | 101   |       |
| 26. November | Mahmoud El Idrissi                 | marokkanischer Sänger                                                                                    | 72    |       |
| 26. November | Andreas „Ala“ Frank                | deutscher Fußballspieler                                                                                 | 97    |       |
| 26. November | Cecilia Fusco                      | italienische Opernsängerin                                                                               | 87    |       |
| 26. November | Otto-Erich Geske                   | deutscher Jurist und Politiker                                                                           | 89    |       |
| 26. November | Günther Hoff                       | deutscher Kirchenmusikdirektor und Chorleiter                                                            | 92    |       |
| 26. November | Wladimir Iwanow                    | bulgarischer Leichtathlet                                                                                | 65    |       |
| 26. November | Malafi Jarju                       | gambischer Politiker und Jurist                                                                          | ?     |       |
| 26. November | Benjamín Jiménez Hernández         | mexikanischer Bischof                                                                                    | 82    |       |
| 26. November | F. C. Kohli                        | indischer Industrieller                                                                                  | 96    |       |
| 26. November | Hermann Kunkler                    | deutscher Bildhauer und Goldschmied                                                                      | 93    |       |
| 26. November | Dimitar Largow                     | bulgarischer Fußballspieler                                                                              | 84    |       |
| 26. November | Sadiq al-Mahdi                     | sudanesischer Politiker                                                                                  | 84    |       |
| 26. November | Albert Meyer                       | deutscher Politiker                                                                                      | 94    |       |
| 26. November | Alfonso Milián Sorribas            | spanischer Bischof                                                                                       | 81    |       |
| 26. November | Bob Miller                         | US-amerikanischer Baseballspieler                                                                        | 94    |       |
| 26. November | José Manuel Mireles Valverde       | mexikanischer Mediziner, Sozialaktivist und Paramilitär                                                  | 62    |       |
| 26. November | Tevita Momoedonu                   | fidschianischer Politiker                                                                                | 79    |       |
| 26. November | Daria Nicolodi                     | italienische Schauspielerin und Drehbuchautorin                                                          | 70    |       |
| 26. November | Louis Nzala Kianza                 | kongolesischer Bischof                                                                                   | 74    |       |
| 26. November | Ernst Karl Pakuscher               | deutscher Jurist                                                                                         | 99    |       |
| 26. November | Fred Sasakamoose                   | kanadischer Eishockeyspieler                                                                             | 86    |       |
| 26. November | Winfried Scharlau                  | deutscher Mathematiker                                                                                   | 80    |       |
| 26. November | Nils Sletta                        | norwegischer Schauspieler                                                                                | 77    |       |
| 26. November | Daniel M. Tellep                   | US-amerikanischer Luftfahrtingenieur und Manager                                                         | 89    |       |
| 26. November | Kamen Tschanew                     | bulgarischer Opernsänger                                                                                 | 56    |       |
| 26. November | Hans Waechter                      | deutscher Architekt und Hochschullehrer                                                                  | 84    |       |
| 25. November | Norbert Adam                       | österreichischer Sportfunktionär und Journalist                                                          | 89    |       |
| 25. November | Uriah Ashley                       | panamaischer Bischof                                                                                     | 76    |       |
| 25. November | Chuck Bail                         | US-amerikanischer Regisseur, Schauspieler und Stuntman                                                   | 85    |       |
| 25. November | Marc-André Bédard                  | kanadischer Politiker                                                                                    | 85    |       |
| 25. November | Eberhard Benz                      | deutscher Verwaltungsbeamter und Vorstandssprecher                                                       | 92    |       |
| 25. November | Robert Bröllochs                   | deutscher Dokumentarfilm- und Musikvideo-Regisseur                                                       | 59    |       |
| 25. November | Alexei Burilitschew                | russischer Militärbefehlshaber                                                                           | 62    |       |
| 25. November | Gerhard Geurts                     | deutscher Schul- und Sachbuchautor                                                                       | 85    |       |
| 25. November | Daniel Gildar                      | US-amerikanischer Kantor und Pianist                                                                     | 75    |       |
| 25. November | Ulrich Knefelkamp                  | deutscher Historiker                                                                                     | 69    |       |
| 25. November | Rudi Kuhni                         | deutscher Gastwirt                                                                                       | 89    |       |
| 25. November | Diego Maradona                     | argentinischer Fußballspieler und -trainer                                                               | 60    |       |
| 25. November | Leo Mazakarini                     | österreichischer Schriftsteller, Verleger und Schauspieler                                               | 84    |       |
| 25. November | Reinhard Meier                     | deutscher Fußballspieler                                                                                 | 74    |       |
| 25. November | Ahmad Mukhtar                      | pakistanischer Politiker                                                                                 | 74    |       |
| 25. November | Paul Nyman                         | finnischer Radrennfahrer                                                                                 | 91    |       |
| 25. November | Markus Paul                        | US-amerikanischer American-Football-Spieler und -Trainer                                                 | 54    |       |
| 25. November | Ernst Pfündel                      | deutscher Basketballschiedsrichter                                                                       | 82    |       |
| 25. November | S. James Press                     | US-amerikanischer Statistiker                                                                            | 89    |       |
| 25. November | Flor Silvestre                     | mexikanische Sängerin und Schauspielerin                                                                 | 90    |       |
| 25. November | Irma Stadler                       | Schweizer Unternehmerin                                                                                  | 96    |       |
| 25. November | Robert E. Thacker                  | US-amerikanischer Kampf- und Testpilot                                                                   | 102   |       |
| 25. November | Camilla Wicks                      | US-amerikanisch-norwegische Geigerin und Musikpädagogin                                                  | 92    |       |
| 25. November | James Wolfensohn                   | australisch-US-amerikanischer Ökonom                                                                     | 86    |       |
| 24. November | Eduard Israilowitsch Buchman       | russischer Schachspieler und -trainer                                                                    | 79    |       |
| 24. November | João Alves Filho                   | brasilianischer Politiker                                                                                | 79    |       |
| 24. November | Frank Cancian                      | US-amerikanischer Anthropologe und Fotograf                                                              | 86    |       |
| 24. November | Montserrat Carulla                 | spanische Schauspielerin                                                                                 | 90    |       |
| 24. November | Olexandr Degtjarjow                | sowjetischer bzw. ukrainischer Raumfahrtingenieur und Manager                                            | 69    |       |
| 24. November | Christophe Dominici                | französischer Rugbyspieler                                                                               | 48    |       |
| 24. November | Paolo Gabriele                     | vatikanischer Kammerdiener und Whistleblower                                                             | 54    |       |
| 24. November | Julio Cesar Gandarilla Bermejo     | kubanischer Politiker                                                                                    | 77    |       |
| 24. November | Damián Iguacén Borau               | spanischer Bischof                                                                                       | 104   |       |
| 24. November | Wassili Jakuscha                   | sowjetischer Ruderer                                                                                     | 62    |       |
| 24. November | Romas Jarockis                     | litauischer Archäologe und Politiker                                                                     | 57    |       |
| 24. November | Klaus Kauroff                      | deutscher Catcher                                                                                        | 79    |       |
| 24. November | Chiquita Mischke                   | deutsche Krankenschwester                                                                                | 86    |       |
| 24. November | Gerhard Ernst Merk                 | deutscher Wirtschaftswissenschaftler                                                                     | 89    |       |
| 24. November | Kamila Moučková                    | tschechische Fernsehmoderatorin                                                                          | 92    |       |
| 24. November | Günter Nagel                       | deutscher Landschaftsarchitekt                                                                           | 84    |       |
| 24. November | María Eugenia Parra                | kolumbianische Schauspielerin                                                                            | 58    |       |
| 24. November | Kambuzia Partovi                   | iranischer Filmregisseur und Drehbuchautor                                                               | 65    |       |
| 24. November | Dorothea G. Petrie                 | US-amerikanische Fernsehproduzentin                                                                      | 95    |       |
| 24. November | Hervé Pinoteau                     | französischer Historiker                                                                                 | 93    |       |
| 24. November | Daniel de Quervain                 | Schweizer Maler, Zeichner und Grafiker                                                                   | 83    |       |
| 24. November | Günther Reinhardt                  | deutscher Rechtsmediziner und Psychiater                                                                 | 87    |       |
| 24. November | Fred Sasakamoose                   | kanadischer Eishockeyspieler                                                                             | 86    |       |
| 24. November | Jacques Secrétin                   | französischer Tischtennisspieler                                                                         | 71    |       |
| 24. November | Gerd Schmidt Vanhove               | deutscher Künstler                                                                                       | 69    |       |
| 24. November | Hermann Schulze-Berndt             | deutscher Religionspädagoge und Autor                                                                    | 62    |       |
| 24. November | Mamadou Tandja                     | nigrischer Politiker                                                                                     | 82    |       |
| 24. November | Manoel Tavares                     | brasilianischer Fußballspieler                                                                           | 87    |       |
| 23. November | Dorothy Gill Barnes                | US-amerikanische Künstlerin                                                                              | 93    |       |
| 23. November | Hugh Beresford                     | britischer Opernsänger                                                                                   | 94    |       |
| 23. November | Bruce Boynton                      | US-amerikanischer Bürgerrechtsaktivist                                                                   | 83    |       |
| 23. November | Karl Dall                          | deutscher Fernsehmoderator, Sänger, Schauspieler und Komiker                                             | 79    |       |
| 23. November | Abby Dalton                        | US-amerikanische Schauspielerin                                                                          | 85    |       |
| 23. November | Hartmut Derendorf                  | deutsch-amerikanischer Pharmazeut und Hochschullehrer                                                    | 67    |       |
| 23. November | Lore Ditzen                        | deutsche Journalistin                                                                                    | 95    |       |
| 23. November | David Dinkins                      | US-amerikanischer Politiker                                                                              | 93    |       |
| 23. November | Ingelore Ebberfeld                 | deutsche Sexualwissenschaftlerin, Autorin und Kulturanthropologin                                        | 68    |       |
| 23. November | Marco Ferrari                      | italienischer Bischof                                                                                    | 87    |       |
| 23. November | Konrad Fiałkowski                  | polnischer Informatiker und Schriftsteller                                                               | 80    |       |
| 23. November | Erik Galimow                       | russischer Chemiker                                                                                      | 84    |       |
| 23. November | Tarun Gogoi                        | indischer Politiker                                                                                      | 86    |       |
| 23. November | Lidija Grafowa                     | sowjetische bzw. russische Journalistin und Menschenrechtsaktivistin                                     | 82    |       |
| 23. November | Kenneth J. Gregory                 | britischer Geograph                                                                                      | 82    |       |
| 23. November | Robert Hammerstiel                 | österreichischer Maler, Grafiker und Holzschneider                                                       | 87    |       |
| 23. November | Klaus Heinrich                     | deutscher Religionswissenschaftler und -philosoph                                                        | 93    |       |
| 23. November | Ulrich Höfker                      | deutscher Verleger                                                                                       | 75    |       |
| 23. November | Andreas Hoeft                      | deutscher Mediziner                                                                                      | 66    |       |
| 23. November | i o                                | US-amerikanischer DJ und Musikproduzent                                                                  | 30    |       |
| 23. November | Hal Ketchum                        | US-amerikanischer Country-Sänger                                                                         | 67    |       |
| 23. November | Edward Lazear                      | US-amerikanischer Wirtschaftswissenschaftler                                                             | 72    |       |
| 23. November | Peter Lichtner-Hoyer               | österreichischer Vielseitigkeitssportler                                                                 | 94    |       |
| 23. November | Uwe Maroske                        | deutscher Bildhauer und Grafiker                                                                         | 69    |       |
| 23. November | Günther Meier                      | deutscher Boxer und Boxtrainer                                                                           | 79    |       |
| 23. November | Anele Ngcongca                     | südafrikanischer Fußballspieler                                                                          | 33    |       |
| 23. November | Ralph Niese                        | deutscher Grafiker, Comiczeichner und Illustrator                                                        | 37    |       |
| 23. November | Günter Rittner                     | deutscher Maler                                                                                          | 93    |       |
| 23. November | Józef Rysula                       | polnischer Skilangläufer                                                                                 | 81    |       |
| 23. November | Wiktor Simin                       | russischer Politiker                                                                                     | 58    |       |
| 22. November | Sidi Mohamed Ould Cheikh Abdallahi | mauretanischer Politiker                                                                                 | 82    |       |
| 22. November | Shamim Akhtar                      | Mutter des ehemaligen pakistanischen Premierministers Nawaz Sharif                                       | 96    |       |
| 22. November | Peter Anders                       | deutscher Fußballspieler und -trainer                                                                    | 71    |       |
| 22. November | Erika Áts                          | ungarische Dichterin und Redakteurin                                                                     | 86    |       |
| 22. November | Carlo Ausino                       | italienischer Filmemacher                                                                                | 82    |       |
| 22. November | Doris De Agostini                  | Schweizer Skirennfahrerin                                                                                | 62    |       |
| 22. November | Carlo D’Este                       | US-amerikanischer Militärhistoriker                                                                      | ≈84   |       |
| 22. November | Georg Dimanski                     | deutscher Fußballspieler                                                                                 | 80    |       |
| 22. November | Gonzalo Galván Castillo            | mexikanischer Bischof                                                                                    | 69    |       |
| 22. November | Lothar Gentsch                     | deutscher Fußballspieler                                                                                 | 85    |       |
| 22. November | Honestie Hodges                    | US-amerikanisches Polizeigewaltopfer                                                                     | 14    |       |
| 22. November | Otto Hutter                        | britischer Physiologe                                                                                    | 96    |       |
| 22. November | Wolfgang Jantzen                   | deutscher Sonderpädagoge und Autor                                                                       | 79    |       |
| 22. November | Ferdinand Graf Kinsky              | deutscher Politikwissenschaftler                                                                         | 86    |       |
| 22. November | Erwin Klüglein                     | deutscher Jurist                                                                                         | 84    |       |
| 22. November | Helen LaFrance                     | US-amerikanische Künstlerin                                                                              | 101   |       |
| 22. November | Klaus Langwieder                   | deutscher Ingenieurwissenschaftler und Unfallforscher                                                    | 79    |       |
| 22. November | Hamish MacInnes                    | britischer Bergsteiger                                                                                   | 90    |       |
| 22. November | Geert Müller-Gerbes                | deutscher Journalist und Fernsehmoderator                                                                | 83    |       |
| 22. November | Mustafa Nadarević                  | jugoslawischer bzw. bosnischer Schauspieler                                                              | 77    |       |
| 22. November | Jerrold Post                       | US-amerikanischer Psychologe                                                                             | 83    |       |
| 22. November | Patrick Quinn                      | US-amerikanischer Aktivist                                                                               | 37    |       |
| 22. November | Noëlla Rouget                      | französische Widerstandskämpferin                                                                        | 100   |       |
| 22. November | Lutz Schimansky-Geier              | deutscher Physiker                                                                                       | 70    |       |
| 22. November | Albin Schober                      | österreichischer Politiker                                                                               | 82    |       |
| 22. November | Maurice Setters                    | englischer Fußballspieler und -trainer                                                                   | 83    |       |
| 22. November | Raimo Tuomela                      | finnischer Philosoph                                                                                     | 80    |       |
| 22. November | Heinz Warneke                      | deutscher Fußballfunktionär                                                                              | 89    |       |
| 22. November | Gary Wiggins                       | US-amerikanischer Jazz- und Bluesmusiker                                                                 | 68    |       |
| 22. November | Eduard Wörmann                     | deutscher evangelischer Sozialpfarrer                                                                    | 90    |       |
| 21. November | Christian Azzi                     | französischer Jazzmusiker                                                                                | 93    |       |
| 21. November | Frederico Almeida Santos da Costa  | osttimoresischer Politiker                                                                               | 90    |       |
| 21. November | Augustine Sidy Diallo              | ivorischer Fußballfunktionär                                                                             | 61    |       |
| 21. November | Artur Dieckhoff                    | deutscher Schriftsetzer, Schriftsteller und bildender Künstler                                           | 72    |       |
| 21. November | Dena Dietrich                      | US-amerikanische Schauspielerin                                                                          | 91    |       |
| 21. November | Michael Düsing                     | deutscher Heimatforscher                                                                                 | 73    |       |
| 21. November | Oliver Friggieri                   | maltesischer Schriftsteller                                                                              | 73    |       |
| 21. November | Uwe Gunnesson                      | deutscher Politiker                                                                                      | 85    |       |
| 21. November | Franz J. Klein                     | deutscher Verbandsfunktionär                                                                             | 72    |       |
| 21. November | Hartmut Kühne                      | deutscher Organist, Chorleiter und Karl-May-Forscher                                                     | 85    |       |
| 21. November | David A. Landgrebe                 | US-amerikanischer Elektroingenieur                                                                       | 86    |       |
| 21. November | Alan Lidiard                       | britischer theoretischer Chemiker und Festkörperphysiker                                                 | 92    |       |
| 21. November | Malcom Marmorstein                 | US-amerikanischer Drehbuchautor                                                                          | 92    |       |
| 21. November | Seyi Memene                        | togoischer Fußballspieler und -funktionär                                                                | 86    |       |
| 21. November | Tamás Mihály                       | ungarischer Bassist                                                                                      | 73    |       |
| 21. November | Beppe Modenese                     | italienischer Modemanager                                                                                | 92    |       |
| 21. November | Marcel Omlin                       | Schweizer Politiker                                                                                      | 51    |       |
| 21. November | Iván Parra                         | kolumbianischer Radiojournalist                                                                          | 64    |       |
| 21. November | Devi Priya                         | indischer Dichter, Schriftsteller und Journalist                                                         | 69    |       |
| 21. November | Dieter Quast                       | deutscher Architekt                                                                                      | 92    |       |
| 21. November | Artemije Radosavljević             | serbischer Bischof                                                                                       | 85    |       |
| 21. November | Diether Raff                       | deutscher Historiker                                                                                     | 89    |       |
| 21. November | Eva Rohmann                        | deutsche Politikerin                                                                                     | 76    |       |
| 21. November | Jožef Smej                         | slowenischer Bischof                                                                                     | 98    |       |
| 21. November | Jens Sørensen                      | dänischer Radrennfahrer                                                                                  | 79    |       |
| 21. November | Gunther Stephenson                 | deutscher Religionswissenschaftler und Bibliothekar                                                      | 94    |       |
| 21. November | Verena Voiret                      | Schweizer Künstlerin und Frauenaktivistin                                                                | 81    |       |
| 21. November | Erhard Werndl von Lehenstein       | deutscher Künstler, Gehörlosenpädagoge und Genealoge                                                     | 88    |       |
| 21. November | Włodzimierz Józef Wesołowski       | polnischer Soziologe und Politikwissenschaftler                                                          | 90    |       |
| 21. November | Ricky Yacobi                       | indonesischer Fußballspieler                                                                             | 57    |       |
| 21. November | Chester Yorton                     | US-amerikanischer Bodybuilder                                                                            | 80    |       |
| 20. November | Antonio Ambrosetti                 | italienischer Mathematiker                                                                               | 75    |       |
| 20. November | Vladimír Blucha                    | tschechischer Historiker und Geograph                                                                    | 89    |       |
| 20. November | Romualdo Brito                     | kolumbianischer Komponist und Sänger                                                                     | 67    |       |
| 20. November | Ernesto Canto                      | mexikanischer Leichtathlet                                                                               | 61    |       |
| 20. November | Daniel Cordier                     | französischer Widerstandskämpfer, Kunsthändler, Historiker und Autor                                     | 100   |       |
| 20. November | Ajay Desai                         | indischer Biologe und Umweltschützer                                                                     | 62    |       |
| 20. November | Zusaan Kali Fasteau                | US-amerikanische Saxophonistin und Musikwissenschaftlerin                                                | 73    |       |
| 20. November | Erich Haase                        | deutscher Fußballspieler                                                                                 | 88    |       |
| 20. November | Wolfgang Heinrich                  | deutscher Maler, Grafiker und Illustrator                                                                | 92    |       |
| 20. November | Irinej                             | serbischer Geistlicher und Patriarch der Serbisch-Orthodoxen Kirche                                      | 90    |       |
| 20. November | Hannu Lahtinen                     | finnischer Ringer                                                                                        | 60    |       |
| 20. November | Jan Morris                         | britische Autorin                                                                                        | 94    |       |
| 20. November | Murman Omanidse                    | georgischer Politiker                                                                                    | 82    |       |
| 20. November | Deb Price                          | US-amerikanische Buchautorin und Kolumnistin                                                             | 62    |       |
| 20. November | Jack Sandweiss                     | US-amerikanischer Physiker                                                                               | 90    |       |
| 20. November | Hermann Schulz                     | deutscher Unternehmer und Fußballfunktionär                                                              | 80    |       |
| 20. November | Wilhelm Seidel                     | deutscher Musikhistoriker                                                                                | 85    |       |
| 20. November | Anneliese Seonbuchner              | deutsche Leichtathletin                                                                                  | 91    |       |
| 20. November | Judith Jarvis Thomson              | US-amerikanische Philosophin                                                                             | 91    |       |
| 20. November | Udo Walz                           | deutscher Friseur                                                                                        | 76    |       |
| 20. November | Carlos Zenón                       | puerto-ricanischer Politaktivist                                                                         | 84    |       |
| 19. November | Peter Dell                         | deutscher Fußballspieler                                                                                 | 82    |       |
| 19. November | Sergei Demidow                     | norwegischer Handballspieler und -trainer                                                                | 59    |       |
| 19. November | Helen Grandon                      | walisische Hockeytorhüterin                                                                              | 54    |       |
| 19. November | Manwel Grigorjan                   | armenischer General und Politiker                                                                        | 64    |       |
| 19. November | Reşit Karabacak                    | türkischer Ringer                                                                                        | 66    |       |
| 19. November | Karl Menzen                        | deutscher Bildhauer                                                                                      | 70    |       |
| 19. November | Fritz Nöpel                        | deutscher Karateka                                                                                       | 85    |       |
| 19. November | Hans Olaf Pfannkuch                | deutsch-US-amerikanischer Hydrogeologe                                                                   | 87    |       |
| 19. November | Roger J. Phillips                  | US-amerikanischer Geophysiker                                                                            | 80    |       |
| 19. November | Harald Ringstorff                  | deutscher Politiker                                                                                      | 81    |       |
| 19. November | Khadim Hussain Rizvi               | pakistanischer Barelvi-Prediger                                                                          | 53    |       |
| 19. November | Luis Robles Miaja                  | mexikanischer Banker                                                                                     | 60    |       |
| 19. November | Eberhard Schiffner                 | deutscher Tierarzt und Politiker (CDU), MdVK und Landrat                                                 | 90    |       |
| 19. November | Manfred Schneider                  | deutscher Politiker                                                                                      | 94    |       |
| 19. November | Jake Scott                         | US-amerikanischer American-Football-Spieler                                                              | 75    |       |
| 19. November | Josef Weilbächer                   | deutscher Fußballspieler                                                                                 | 75    |       |
| 19. November | J. Frank Yates                     | US-amerikanischer Psychologe                                                                             | 75    |       |
| 18. November | Iwannis Louis Awad                 | syrischer Bischof                                                                                        | 86    |       |
| 18. November | László Benkő                       | ungarischer Musiker                                                                                      | 77    |       |
| 18. November | George Carter                      | US-amerikanischer Basketballspieler                                                                      | 76    |       |
| 18. November | Pim Doesburg                       | niederländischer Fußballspieler                                                                          | 77    |       |
| 18. November | Rex Downing                        | US-amerikanischer Kinderdarsteller                                                                       | 95    |       |
| 18. November | Wolfgang Fauth                     | deutscher Klassischer Philologe und Religionswissenschaftler                                             | 96    |       |
| 18. November | Bernhard Fisch                     | deutscher Autor                                                                                          | 94    | [ 2 ] |
| 18. November | Umar Arteh Ghalib                  | somalischer Politiker                                                                                    | 90    |       |
| 18. November | Dominic Grant                      | britischer Popsänger                                                                                     | 71    |       |
| 18. November | Stephan Haering                    | deutscher Theologe                                                                                       | 61    |       |
| 18. November | Arthur Imperatore                  | US-amerikanischer Unternehmer                                                                            | 95    |       |
| 18. November | Leonard Kamsler                    | US-amerikanischer Fotograf                                                                               | 85    |       |
| 18. November | James R. Mitchell                  | US-amerikanischer Zellbiologe                                                                            | 50    |       |
| 18. November | Kirby Morrow                       | kanadischer Schauspieler und Synchronsprecher                                                            | 47    |       |
| 18. November | Adam Musiał                        | polnischer Fußballspieler und -trainer                                                                   | 71    |       |
| 18. November | Julio María Palleiro               | uruguayischer Fußballspieler                                                                             | 94    |       |
| 18. November | Marguerite Ray                     | US-amerikanische Schauspielerin                                                                          | 89    |       |
| 18. November | Michel Robin                       | französischer Schauspieler                                                                               | 90    |       |
| 18. November | Juan Roldán                        | argentinischer Boxer                                                                                     | 63    |       |
| 18. November | Mridula Sinha                      | indische Politikerin                                                                                     | 77    |       |
| 18. November | Michael Sinn                       | österreichischer Fotograf                                                                                | 53    |       |
| 18. November | Grant Thomas                       | britischer Radrennfahrer                                                                                 | 74    |       |
| 18. November | James Wasserman                    | US-amerikanischer Autor                                                                                  | 72    |       |
| 17. November | Reinhard Arenskrieger              | deutscher Verwaltungsjurist                                                                              | 63    |       |
| 17. November | Gabriel Chmura                     | polnisch-israelischer Dirigent                                                                           | 74    |       |
| 17. November | William A. Clemens                 | US-amerikanischer Paläontologe                                                                           | 88    |       |
| 17. November | Alokeranjan Dasgupta               | indischer Dichter und Literaturwissenschaftler                                                           | 87    |       |
| 17. November | Walt Davis                         | US-amerikanischer Leichtathlet und Basketballspieler                                                     | 89    |       |
| 17. November | Peter Palmer Ekeh                  | nigerianischer Soziologe                                                                                 | 83    |       |
| 17. November | Peter Fuchs                        | österreichischer Ethnologe und Afrikanist                                                                | 91    |       |
| 17. November | Roland Hermann                     | deutscher Opernsänger und Hochschullehrer                                                                | 84    |       |
| 17. November | Roger Hood                         | britischer Kriminologe                                                                                   | 84    |       |
| 17. November | Betty Jones                        | US-amerikanische Balletttänzerin                                                                         | 94    |       |
| 17. November | Karsten Kiessling                  | deutscher Radio-Moderator und DJ                                                                         | 49    |       |
| 17. November | Royal Kobayashi                    | japanischer Boxer                                                                                        | 71    |       |
| 17. November | Wolfram Köberl                     | österreichischer Maler und Bildhauer                                                                     | 93    |       |
| 17. November | Franz Kogler                       | österreichischer Fußballspieler                                                                          | 76    |       |
| 17. November | Rupprecht Maushart                 | deutscher Strahlenschützer                                                                               | 90    |       |
| 17. November | Kolja Mićević                      | jugoslawischer bzw. bosnischer Übersetzer und Musikwissenschaftler                                       | ≈79   |       |
| 17. November | Draga Olteanu Matei                | rumänische Schauspielerin                                                                                | 87    |       |
| 17. November | Roger Queugnet                     | französischer Radrennfahrer                                                                              | 97    |       |
| 17. November | Vince Reffet                       | französischer Extremsportler                                                                             | 36    |       |
| 17. November | Eduardo Román                      | argentinischer Folkloremusiker                                                                           | 83    |       |
| 17. November | Anneliese Schuh-Proxauf            | österreichische Skirennläuferin                                                                          | 98    |       |
| 17. November | Jagmohan Singh                     | indischer Leichtathlet                                                                                   | 88    |       |
| 17. November | Paul Sobol                         | belgischer Holocaust-Überlebender und -Zeitzeuge                                                         | 94    |       |
| 17. November | Sheldon Solow                      | US-amerikanischer Immobilienunternehmer                                                                  | 92    |       |
| 17. November | Roman Wiktjuk                      | ukrainisch-russischer Theaterregisseur                                                                   | 84    |       |
| 17. November | Hildegard Wondratsch               | österreichische Politikerin                                                                              | 99    |       |
| 16. November | Dairon Blanco                      | kubanischer Fußballspieler                                                                               | 28    |       |
| 16. November | Johannes Bruno                     | deutscher Historiker und Autor                                                                           | ≈87   |       |
| 16. November | Edward Borysewicz                  | polnischer Radrennfahrer                                                                                 | 81    |       |
| 16. November | Marliese Echner-Klingmann          | deutsche Mundartdichterin und Bühnenautorin                                                              | 83    | Foto  |
| 16. November | Ian Finkel                         | US-amerikanischer Vibraphonist                                                                           | 72    |       |
| 16. November | Henryk Roman Gulbinowicz           | polnischer Erzbischof und Kardinal                                                                       | 97    |       |
| 16. November | Eric Hall                          | britischer Fußballspielervermittler und Showgeschäft-Agent                                               | 73    |       |
| 16. November | Arnulf Heimhofer                   | deutscher Maler                                                                                          | 89    |       |
| 16. November | David Hemblen                      | britisch-kanadischer Schauspieler                                                                        | 79    |       |
| 16. November | Aba Lewit                          | polnisch-österreichischer Holocaust-Überlebender und Zeitzeuge                                           | 97    |       |
| 16. November | Adolf Lüchinger                    | Schweizer Jurist                                                                                         | 92    |       |
| 16. November | Walid al-Muallim                   | syrischer Diplomat und Politiker                                                                         | 80    |       |
| 16. November | José Manuel Rodríguez              | spanischer Radiomoderator                                                                                | 76    |       |
| 16. November | María Salvo                        | spanische Freiheitskämpferin                                                                             | 100   |       |
| 16. November | John Shimooka                      | US-amerikanischer Surfer                                                                                 | 51    |       |
| 16. November | Friedrich Strauch                  | deutscher Paläontologe                                                                                   | 84    |       |
| 16. November | Bruce Swedien                      | US-amerikanischer Toningenieur                                                                           | 86    |       |
| 16. November | Rudolph H. Weingartner             | US-amerikanischer Philosoph                                                                              | 93    |       |
| 15. November | Mahjoubi Aherdane                  | marokkanischer Politiker                                                                                 | 99    |       |
| 15. November | Chandrawati                        | indische Politikerin                                                                                     | 92    |       |
| 15. November | Soumitra Chattopadhyay             | indischer Schauspieler                                                                                   | 85    |       |
| 15. November | Ray Clemence                       | englischer Fußballtorhüter und -trainer                                                                  | 72    |       |
| 15. November | Drew S. Days                       | US-amerikanischer Jurist und Bundesbeamter                                                               | 79    |       |
| 15. November | Paul Fields                        | österreichischer Komponist, Arrangeur und Jazzmusiker                                                    | 77    |       |
| 15. November | Bernd Fischer                      | deutscher Verbandsfunktionär                                                                             | 66    |       |
| 15. November | Mary Fowkes                        | US-amerikanische Medizinerin                                                                             | 66    |       |
| 15. November | Herbert Freeman                    | US-amerikanischer Computer-Ingenieur und Informatiker                                                    | 94    |       |
| 15. November | Matthias Henkel                    | deutscher Schauspieler                                                                                   | 58    |       |
| 15. November | Wolfgang Kessler                   | deutscher Offizier                                                                                       | 98    |       |
| 15. November | Rudolf Kippenhahn                  | deutscher Astrophysiker                                                                                  | 94    |       |
| 15. November | Hilka Koch                         | deutsche Autorin                                                                                         | 82    |       |
| 15. November | Ritschard Kossolapow               | sowjetischer bzw. russischer Philosoph, Politiker und Hochschullehrer                                    | 90    |       |
| 15. November | Ivan Kožarić                       | jugoslawischer bzw. kroatischer Bildhauer                                                                | 99    |       |
| 15. November | Maxim Mintschew                    | bulgarischer Journalist und Manager                                                                      | 67    |       |
| 15. November | Anne Rasa                          | britische Ethologin                                                                                      | 80    |       |
| 15. November | Isa Stoppi                         | italienisches Model                                                                                      | 74    |       |
| 15. November | Iván Vándor                        | italienischer Musikethnologe und Komponist                                                               | 88    |       |
| 15. November | Raúl Eduardo Vela Chiriboga        | ecuadorianischer Bischof und Kardinal                                                                    | 86    |       |
| 14. November | Jay E. Adams                       | US-amerikanischer Theologe                                                                               | 91    |       |
| 14. November | Horst Dieter Brabänder             | deutscher Forstökonom                                                                                    | 91    |       |
| 14. November | Lamin N. Dibba                     | gambischer Politiker                                                                                     | ≈75   |       |
| 14. November | Gerald Dino                        | US-amerikanischer Bischof                                                                                | 80    |       |
| 14. November | Armen Dschigarchanjan              | sowjetischer bzw. russischer Schauspieler                                                                | 85    |       |
| 14. November | Josef Engemann                     | deutscher Archäologe                                                                                     | 94    |       |
| 14. November | Friedrich Gottas                   | österreichischer Historiker                                                                              | 80    |       |
| 14. November | János Gróz                         | ungarischer Handballtrainer                                                                              | 49    |       |
| 14. November | Michael Anthony Foster             | US-amerikanischer Science-Fiction-Autor                                                                  | 81    |       |
| 14. November | Charlie Hauck                      | US-amerikanischer Drehbuchautor                                                                          | 79    |       |
| 14. November | Hans Joachim Hillerbrand           | deutscher Historiker                                                                                     | 88    |       |
| 14. November | Anton Hocker                       | österreichischer Orgelbauer                                                                              | 91    |       |
| 14. November | Ulf Kadritzke                      | deutscher Soziologe                                                                                      | 77    |       |
| 14. November | Friedrich Magerl                   | österreichischer Chirurg                                                                                 | 89    |       |
| 14. November | Lindy McDaniel                     | US-amerikanischer Baseballspieler                                                                        | 84    |       |
| 14. November | Hasan Muratović                    | bosnischer Politiker                                                                                     | 80    |       |
| 14. November | Rende Rae Norman                   | US-amerikanische Schauspielerin und Musicaldarstellerin                                                  | 62    |       |
| 14. November | Des O’Connor                       | britischer Entertainer und Sänger                                                                        | 88    |       |
| 14. November | Marion von Osten                   | deutsche Kulturwissenschaftlerin, Künstlerin und Kuratorin                                               | 57    |       |
| 14. November | Peter Pagé                         | deutscher Softwarepionier                                                                                | 81    |       |
| 14. November | Helga Pollak-Kinsky                | österreichische Holocaustüberlebende                                                                     | 90    |       |
| 14. November | Günter Prinz                       | deutscher Journalist                                                                                     | 91    |       |
| 14. November | Eugenia Ratti                      | italienische Sopranistin                                                                                 | 87    |       |
| 14. November | Hermann Schmelzer                  | Schweizer Rabbiner und Gelehrter                                                                         | 88    |       |
| 14. November | David Stoddart                     | britischer Politiker                                                                                     | 94    |       |
| 14. November | Ernst Thoma                        | Schweizer Künstler und Komponist                                                                         | 67    |       |
| 14. November | Richard Zäh                        | deutscher Politiker                                                                                      | 73    |       |
| 13. November | Thomas J. Allen                    | US-amerikanischer Wirtschaftswissenschaftler                                                             | 89    |       |
| 13. November | Widin Apostolow                    | bulgarischer Fußballspieler                                                                              | 79    |       |
| 13. November | Fred Berndt                        | deutscher Bühnenbildner und Regisseur                                                                    | 76    |       |
| 13. November | Robert Byron Bird                  | US-amerikanischer Chemieingenieur                                                                        | 96    |       |
| 13. November | Rik Boel                           | belgischer Jurist und Politiker                                                                          | 89    |       |
| 13. November | Vicky Down                         | belgischer Jazzgitarrist und Sänger                                                                      | ≈94   |       |
| 13. November | Walter Eichner                     | deutscher Politiker                                                                                      | 70    |       |
| 13. November | Peter Florjančič                   | jugoslawischer bzw. slowenischer Erfinder                                                                | 101   |       |
| 13. November | Janet Ann Gallow                   | US-amerikanische Schauspielerin                                                                          | 83    |       |
| 13. November | Helmut Gemünd                      | deutscher Wirtschaftswissenschaftler                                                                     | 80    |       |
| 13. November | Ferdinand Grandits                 | österreichischer Politiker                                                                               | 88    |       |
| 13. November | József Halzl                       | ungarischer Maschinenbauingenieur und Politiker                                                          | 86    |       |
| 13. November | Noah Hershkowitz                   | US-amerikanischer Physiker                                                                               | 79    |       |
| 13. November | Paul Hornung                       | US-amerikanischer American-Football-Spieler                                                              | 84    |       |
| 13. November | Attila Horváth                     | ungarischer Leichtathlet                                                                                 | 53    |       |
| 13. November | Konrad Hünteler                    | deutscher Musiker                                                                                        | 73    |       |
| 13. November | Roger Jepsen                       | US-amerikanischer Politiker                                                                              | 91    |       |
| 13. November | Kjartan Jóhannsson                 | isländischer Diplomat und Politiker                                                                      | 80    |       |
| 13. November | Gwyn Jones                         | walisischer Fußballspieler                                                                               | 85    |       |
| 13. November | Stefan Karlsson                    | schwedischer Eishockeyspieler                                                                            | 74    |       |
| 13. November | Jan Konopásek                      | tschechisch-US-amerikanischer Jazzmusiker                                                                | 88    |       |
| 13. November | Thomas Marthaler                   | Schweizer Zahnmediziner                                                                                  | 91    |       |
| 13. November | Louis Rostollan                    | französischer Radrennfahrer                                                                              | 84    |       |
| 13. November | Krunoslav Slabinac                 | jugoslawischer bzw. kroatischer Sänger                                                                   | 76    |       |
| 13. November | Jürg Steiner                       | Schweizer Politikwissenschaftler                                                                         | 85    |       |
| 13. November | Doug Supernaw                      | US-amerikanischer Country-Sänger                                                                         | 60    |       |
| 13. November | Peter Sutcliffe                    | britischer Serienmörder                                                                                  | 74    |       |
| 13. November | Alberto Szpunberg                  | argentinisch-spanischer Dichter, Schriftsteller und Journalist                                           | 80    |       |
| 13. November | John Meurig Thomas                 | britischer Chemiker                                                                                      | 87    |       |
| 13. November | Jan van Toorn                      | niederländischer Grafiker                                                                                | 88    |       |
| 13. November | Günther Wirth                      | deutscher Fußballspieler                                                                                 | 87    |       |
| 12. November | Raman Bandarenka                   | belarussischer Aktivist                                                                                  | 31    |       |
| 12. November | Irmgard Behrendt                   | deutsche Ordensschwester und Sachbuchautorin                                                             | 96    |       |
| 12. November | Alf Enders                         | belgischer Radiomoderator und Werbesprecher                                                              | 58    |       |
| 12. November | Wolfgang Engelmann                 | deutscher Politiker                                                                                      | 78    |       |
| 12. November | Christian Freksa                   | deutscher Informatiker                                                                                   | 70    |       |
| 12. November | Boris Gurewitsch                   | sowjetischer Ringer                                                                                      | 83    |       |
| 12. November | Johannes Kahl                      | deutscher Agrarwissenschaftler                                                                           | 52    |       |
| 12. November | Nelly Kaplan                       | argentinisch-französische Filmregisseurin und Schriftstellerin                                           | 89    |       |
| 12. November | Lynn Kellogg                       | US-amerikanische Sängerin und Musicaldarstellerin                                                        | 77    |       |
| 12. November | Masatoshi Koshiba                  | japanischer Physiker                                                                                     | 94    |       |
| 12. November | Halina Kwiatkowska                 | polnische Schauspielerin und Pädagogin                                                                   | 99    |       |
| 12. November | Jacob M. Landau                    | israelischer Orientalist und Nahost-Experte                                                              | 96    |       |
| 12. November | John Outterbridge                  | US-amerikanischer Künstler                                                                               | 87    |       |
| 12. November | Piem                               | französischer Zeichner und Karikaturist                                                                  | 97    |       |
| 12. November | Albert Quixall                     | englischer Fußballspieler                                                                                | 87    |       |
| 12. November | Jerry Rawlings                     | ghanaischer Militär und Politiker                                                                        | 73    |       |
| 12. November | John W. Reps                       | US-amerikanischer Stadtplanungshistoriker                                                                | 98    |       |
| 12. November | C. Richard Robins                  | US-amerikanischer Hochschullehrer, Umweltschützer und Ichthyologe                                        | 91    |       |
| 12. November | Gernot Roll                        | deutscher Kameramann und Regisseur                                                                       | 81    |       |
| 12. November | Krasnodar Rora                     | jugoslawischer Fußballspieler und -trainer                                                               | 75    |       |
| 12. November | Valja Stýblová                     | tschechische Schriftstellerin und Ärztin                                                                 | 98    |       |
| 12. November | Sakata Tōjūrō IV.                  | japanischer Kabuki-Darsteller                                                                            | 88    |       |
| 12. November | Willie Salcedo                     | kolumbianischer Salsa-Perkussionist                                                                      | 66    |       |
| 12. November | Guy-Olivier Segond                 | Schweizer Politiker                                                                                      | 75    |       |
| 12. November | Quentin Smith                      | US-amerikanischer Philosoph                                                                              | 68    |       |
| 12. November | Aldo Tambellini                    | italienisch-US-amerikanischer Künstler                                                                   | 90    |       |
| 11. November | Chalifa bin Salman Al Chalifa      | bahrainischer Politiker                                                                                  | 84    |       |
| 11. November | Jutta Assel                        | deutsche Theaterwissenschaftlerin, Kunsthistorikerin, Literaturwissenschaftlerin und Postkartensammlerin | 76    |       |
| 11. November | Heinfried Birlenbach               | deutscher Leichtathlet                                                                                   | 79    |       |
| 11. November | Ulrich Buller                      | deutscher Chemiker                                                                                       | 74    |       |
| 11. November | Carlos Campos                      | chilenischer Fußballspieler                                                                              | 83    |       |
| 11. November | Gennadi Chwatow                    | sowjetischer bzw. russischer Admiral                                                                     | 86    |       |
| 11. November | Adrián Cionco                      | argentinischer Bassist und Komponist                                                                     | 48    |       |
| 11. November | Francesc-Xavier Ciuraneta Aymí     | spanischer Bischof                                                                                       | 80    |       |
| 11. November | Gustav Disse                       | deutscher Leichtathlet                                                                                   | 87    |       |
| 11. November | Edward Flak                        | polnischer Politiker, Mitglied des Sejm                                                                  | 72    |       |
| 11. November | Gert Griebeling                    | deutscher Jurist                                                                                         | 84    |       |
| 11. November | Margaret Guilfoyle                 | australische Politikerin                                                                                 | 94    |       |
| 11. November | Peter Kallen                       | deutscher Bluesmusiker und Gastronom                                                                     | 64    |       |
| 11. November | Hanspeter Krüger                   | deutscher Radiojournalist                                                                                | 83    |       |
| 11. November | Remo H. Largo                      | Schweizer Kinderarzt und Sachbuchautor                                                                   | 76    |       |
| 11. November | Jorge Llopart                      | spanischer Leichtathlet                                                                                  | 68    |       |
| 11. November | Sebastian Lybeck                   | finnischer Kinderbuchautor                                                                               | 91    |       |
| 11. November | André Martin                       | französischer Elementarteilchenphysiker                                                                  | 91    |       |
| 11. November | Giuliana Minuzzo                   | italienische Skirennfahrerin                                                                             | 88    |       |
| 11. November | Mo3                                | US-amerikanischer Rapper                                                                                 | 28    |       |
| 11. November | Armando José Dourado da Silva      | osttimoresischer Politiker                                                                               | 53    |       |
| 11. November | Horst Skoludek                     | deutscher Manager                                                                                        | 93    |       |
| 11. November | Mitsuko Takara                     | japanische Schauspielerin                                                                                | 85    |       |
| 11. November | Gonçalo Ribeiro Telles             | portugiesischer Politiker und Landschaftsarchitekt                                                       | 98    |       |
| 11. November | Iwan Tschuikow                     | russischer Maler                                                                                         | 85    |       |
| 11. November | Alexander Warrikoff                | deutscher Jurist und Politiker                                                                           | 86    |       |
| 11. November | Andrew White                       | US-amerikanischer Jazzmusiker und Musikwissenschaftler                                                   | 78    |       |
| 11. November | Manfred Wolf                       | deutscher Archivar                                                                                       | 87    |       |
| 10. November | Nagima Aitchoschina                | sowjetische bzw. kasachische Mikrobiologin                                                               | 74    |       |
| 10. November | Hanan al-Barassi                   | libysche Rechtsanwältin                                                                                  | ≈46   |       |
| 10. November | Focke Albers                       | deutscher Botaniker                                                                                      | 80    |       |
| 10. November | Charles Corver                     | niederländischer Fußballschiedsrichter                                                                   | 84    |       |
| 10. November | Dino da Costa                      | brasilianisch-italienischer Fußballspieler                                                               | 89    |       |
| 10. November | Harold Edwards                     | US-amerikanischer Mathematiker und Mathematikhistoriker                                                  | 84    |       |
| 10. November | Saeb Erekat                        | palästinensischer Politiker und Diplomat                                                                 | 65    |       |
| 10. November | Vladimir Găitan                    | rumänischer Schauspieler                                                                                 | 73    |       |
| 10. November | Renzo Gattegna                     | italienischer Jurist und Präsident der Union jüdischer Gemeinden                                         | 81    |       |
| 10. November | Victor Klöppel                     | Schweizer Petrograph und Hochschullehrer                                                                 | 86    |       |
| 10. November | Bede K. Lackner                    | ungarischer Ordensgeistlicher und Kirchenhistoriker                                                      | 92    |       |
| 10. November | Norbert Linke                      | deutscher Komponist und Musikwissenschaftler                                                             | 87    |       |
| 10. November | Igor Moskwin                       | russischer Eiskunstläufer und -trainer                                                                   | 92    |       |
| 10. November | Franz Muheim                       | Schweizer Diplomat                                                                                       | 89    |       |
| 10. November | Neithart Neitzel                   | deutscher Politiker                                                                                      | 77    |       |
| 10. November | David Mansfield Nicholas           | US-amerikanischer Historiker                                                                             | 81    |       |
| 10. November | Günther Pfaff                      | österreichischer Kanute                                                                                  | 81    |       |
| 10. November | Artur Portela Filho                | portugiesischer Journalist und Schriftsteller                                                            | 83    |       |
| 10. November | Horst Schön                        | deutscher Schauspieler und Synchronsprecher                                                              | 93    |       |
| 10. November | Kuldip Singh                       | indischer Architekt                                                                                      | 86    |       |
| 10. November | Nelly-Marianne Wannow              | deutsche Diplomatin                                                                                      | 85    |       |
| 10. November | Debra White Plume                  | US-amerikanische Aktivistin                                                                              | 66    |       |
| 10. November | Sven Wollter                       | schwedischer Schauspieler                                                                                | 86    |       |
| 9. November  | Fred Ape                           | deutscher Sänger                                                                                         | 67    |       |
| 9. November  | Nina Apuchtina                     | sowjetische bzw. russische Kulturologin und Hochschullehrerin                                            | 71    |       |
| 9. November  | William R. Atchley                 | US-amerikanischer Genetiker                                                                              | 78    |       |
| 9. November  | Fernando Atzori                    | italienischer Boxer                                                                                      | 78    |       |
| 9. November  | Bruno Barbey                       | französischer Fotograf                                                                                   | 79    |       |
| 9. November  | Carlo Bordini                      | italienischer Dichter und Historiker                                                                     | 82    |       |
| 9. November  | Jürgen Enz                         | deutscher Filmregisseur                                                                                  |       |       |
| 9. November  | Domènec Fita i Molat               | spanischer Künstler                                                                                      | 93    |       |
| 9. November  | Lutz von der Heide                 | deutscher Politiker                                                                                      | 72    |       |
| 9. November  | Tom Heinsohn                       | US-amerikanischer Basketballspieler und -trainer                                                         | 86    |       |
| 9. November  | Israel Horovitz                    | US-amerikanischer Dramatiker, Drehbuchautor, Regisseur und Schauspieler                                  | 81    |       |
| 9. November  | Daryl Irvine                       | kanadische Pianistin und Musikpädagogin                                                                  | 88    |       |
| 9. November  | Michael Nelson Jakamarra           | australischer Maler                                                                                      |       |       |
| 9. November  | Meri Lebenson                      | sowjetische und russische Pianistin                                                                      | 89    |       |
| 9. November  | Johannes Pawlik                    | deutscher Maler, Grafiker, Autor und Kunstpädagoge                                                       | 97    |       |
| 9. November  | José Revelo Burbano                | kolumbianischer Gitarrist und Komponist                                                                  | ≈62   |       |
| 9. November  | Ellen Rohlfs                       | deutsche Friedensaktivistin                                                                              | 93    |       |
| 9. November  | Ilsa-Maria Sabath                  | deutsche Sportpädagogin und -funktionärin                                                                | 94    |       |
| 9. November  | Marco Santagata                    | italienischer Schriftsteller, Literaturkritiker und Hochschullehrer                                      | 73    |       |
| 9. November  | Howard P. Segal                    | US-amerikanischer Technikhistoriker                                                                      | 72    |       |
| 9. November  | Hildegard Strickerschmidt          | deutsche Sonderpädagogin und Autorin                                                                     | 90    |       |
| 9. November  | Amadou Toumani Touré               | malischer Politiker                                                                                      | 72    |       |
| 9. November  | William G. T. Tuttle junior        | US-amerikanischer General                                                                                | 84    |       |
| 9. November  | Rolf Windmöller                    | deutscher Wirtschaftsprüfer                                                                              | 78    |       |
| 9. November  | Dave Zoller                        | US-amerikanischer Jazzmusiker                                                                            | ≈79   |       |
| 8. November  | Oscar Benton                       | niederländischer Sänger                                                                                  | 71    |       |
| 8. November  | Matheus Barbosa                    | brasilianischer Motorradrennfahrer                                                                       | 23    |       |
| 8. November  | Bert Belasco                       | US-amerikanischer Schauspieler                                                                           | 38    |       |
| 8. November  | Dietrich H. Boesken                | deutscher Industriemanager                                                                               | 93    |       |
| 8. November  | Alexander Buslow                   | russischer Cellist                                                                                       | 37    |       |
| 8. November  | François Catroux                   | französischer Innenarchitekt                                                                             | 83    |       |
| 8. November  | Horst David                        | deutscher Serienmörder                                                                                   | 81    |       |
| 8. November  | Heinz Enk                          | deutscher Oberst im Ministerium für Staatssicherheit                                                     | 79    | [ 3 ] |
| 8. November  | Gerhard Fischbeck                  | deutscher Pflanzenbau- und Pflanzenzuchtwissenschaftler                                                  | 95    |       |
| 8. November  | Joachim Hofmann                    | deutscher Geologe                                                                                        | 88    |       |
| 8. November  | Cliff Joseph                       | US-amerikanischer Künstler und Aktivist                                                                  | 98    |       |
| 8. November  | Rüdiger Klar                       | deutscher Medizininformatiker                                                                            | 78    |       |
| 8. November  | Sanchaman Limboo                   | indischer Politiker                                                                                      | 73    |       |
| 8. November  | Howie Meeker                       | kanadischer Eishockeyspieler, -trainer und -kommentator                                                  | 97    |       |
| 8. November  | Karl-Heinz Moeller                 | deutscher Maler                                                                                          | 70    |       |
| 8. November  | Dora Pešková                       | tschechische Zeitzeugin des Holocaust                                                                    | 98    |       |
| 8. November  | Benedito Roberto                   | angolanischer Bischof                                                                                    | 74    |       |
| 8. November  | Cruzeiro Seixas                    | portugiesischer Maler                                                                                    | 99    |       |
| 8. November  | John Nelson Tarn                   | britischer Architektur- und Stadtplanungshistoriker                                                      | 85    |       |
| 8. November  | Seymour Topping                    | US-amerikanischer Journalist                                                                             | 98    |       |
| 8. November  | Alex Trebek                        | kanadisch-US-amerikanischer Fernsehmoderator                                                             | 80    |       |
| 8. November  | Carlos G. Vallés                   | spanisch-indischer Ordensgeistlicher und Mathematiker                                                    | 95    |       |
| 8. November  | Vanusa                             | brasilianische Sängerin, Komponistin und Schauspielerin                                                  | 73    |       |
| 7. November  | Cándido Camero                     | kubanisch-US-amerikanischer Perkussionist                                                                | 99    |       |
| 7. November  | Oswaldo Cisneros                   | venezolanischer Unternehmer                                                                              | 79    |       |
| 7. November  | Norm Crosby                        | US-amerikanischer Komiker                                                                                | 93    |       |
| 7. November  | Karl Dunz                          | deutscher Heimatforscher                                                                                 | 103   |       |
| 7. November  | John Fraser                        | britischer Schauspieler                                                                                  | 89    |       |
| 7. November  | Anneliese Friedmann                | deutsche Verlegerin                                                                                      | 93    |       |
| 7. November  | Edwin Gilbert                      | US-amerikanischer Schwimmer                                                                              | 91    |       |
| 7. November  | Günter Graubner                    | deutscher Elektroingenieur und Hochschulrektor                                                           | 93    |       |
| 7. November  | Henry Haller                       | schweizerisch-US-amerikanischer Koch                                                                     | 97    |       |
| 7. November  | Miguel Ángel Herranz               | spanischer Dichter                                                                                       | 42    |       |
| 7. November  | Bones Hillman                      | neuseeländischer Musiker                                                                                 | 62    |       |
| 7. November  | Fred Hills                         | US-amerikanischer Herausgeber                                                                            | 85    |       |
| 7. November  | Horst Huismans                     | deutscher Augenarzt und Fachbuchautor                                                                    | 82    |       |
| 7. November  | Reuven Kritz                       | israelischer Literaturwissenschaftler und Schriftsteller                                                 | 91    |       |
| 7. November  | Jeanne Little                      | australische Unterhaltungskünstlerin                                                                     | 82    |       |
| 7. November  | Mike McCormack                     | US-amerikanischer Politiker                                                                              | 98    |       |
| 7. November  | Sakari Paasonen                    | finnischer Sportschütze                                                                                  | 85    |       |
| 7. November  | Edward J. Perkins                  | US-amerikanischer Diplomat                                                                               | 92    |       |
| 7. November  | Michael von Rospatt                | deutscher Schauspieler und Hörspielsprecher                                                              | 85    |       |
| 7. November  | Jonathan Sacks, Baron Sacks        | britischer Philosoph, Rabbiner und Politiker                                                             | 72    |       |
| 7. November  | Eduardo Salavisa                   | portugiesischer Zeichner                                                                                 | 70    |       |
| 7. November  | Alexander Georgijewitsch Schamow   | sowjetisch-russischer Chemiker und Informatiker                                                          | 69    |       |
| 7. November  | Willie Smith                       | US-amerikanischer Leichtathlet                                                                           | 64    |       |
| 7. November  | Anicetus Bongsu Antonius Sinaga    | indonesischer Bischof                                                                                    | 79    |       |
| 7. November  | Eugênio Stone                      | brasilianischer Radiomoderator und Musiker                                                               | 62    |       |
| 7. November  | Shkëlqim Troplini                  | albanischer Ringer                                                                                       | 54    |       |
| 7. November  | Kosta Tsipis                       | griechisch-US-amerikanischer Physiker                                                                    | 86    |       |
| 7. November  | Wera Wetschewa                     | sowjetische bzw. russische Holzverarbeitungsingenieurin und Hochschullehrerin                            | 93    |       |
| 6. November  | Luis Alberto Ammann                | argentinischer Autor, Journalist und Politiker                                                           | 77    |       |
| 6. November  | Jost Delbrück                      | deutscher Völkerrechtler                                                                                 | 85    |       |
| 6. November  | Zdeněk Ďuriš                       | tschechischer Fußballspieler                                                                             | 55    |       |
| 6. November  | Herbert Eisenberger                | deutscher Klassischer Philologe                                                                          | 90    |       |
| 6. November  | June Foulds                        | britische Leichtathletin                                                                                 | 86    |       |
| 6. November  | Ewald Frick                        | deutscher Psychiater und Neurologe                                                                       | 100   |       |
| 6. November  | Stefano D'Orazio                   | italienischer Musiker                                                                                    | 72    |       |
| 6. November  | Harry Holman                       | englischer Fußballspieler                                                                                | 62    |       |
| 6. November  | Karl-Heinz Krott                   | deutscher Fußballspieler                                                                                 | 78    |       |
| 6. November  | Brendan Lehane                     | britischer Autor                                                                                         | 84    |       |
| 6. November  | Jim Neilson                        | kanadischer Eishockeyspieler                                                                             | 78    |       |
| 6. November  | Octavian Nemescu                   | rumänischer Komponist                                                                                    | 80    |       |
| 6. November  | Luke Rhinehart                     | US-amerikanischer Schriftsteller                                                                         | 87    |       |
| 6. November  | Hans-Werner Sahm                   | deutscher Maler                                                                                          | 73    |       |
| 6. November  | Piero Simondo                      | italienischer Künstler und Maler                                                                         | 92    |       |
| 6. November  | King Von                           | US-amerikanischer Rapper                                                                                 | 26    |       |
| 6. November  | Timur Selçuk                       | türkischer Pianist, Komponist und Dirigent                                                               | 74    |       |
| 6. November  | Shelby Smith                       | US-amerikanischer Politiker                                                                              | 93    |       |
| 6. November  | Pino Solanas                       | argentinischer Filmregisseur, Drehbuchautor und Politiker                                                | 84    |       |
| 6. November  | Ken Spears                         | US-amerikanischer Comic- und Fernsehproduzent                                                            | 82    |       |
| 6. November  | Ursula Traun                       | deutsche Synchronsprecherin und Schauspielerin                                                           | 102   |       |
| 6. November  | Natan Zach                         | israelischer Lyriker und Übersetzer                                                                      | 89    |       |
| 5. November  | Len Barry                          | US-amerikanischer Popsänger                                                                              | 78    |       |
| 5. November  | Samoil Bilenki                     | russischer Physiker                                                                                      | 92    |       |
| 5. November  | Peter Bohley                       | deutscher Biochemiker                                                                                    | 85    |       |
| 5. November  | Karin von Faber                    | deutsche Schauspielerin und Fernsehmoderatorin                                                           | 81    |       |
| 5. November  | Hermann Fischer                    | deutscher Orgelforscher                                                                                  | 92    |       |
| 5. November  | Luis O. Brea Franco                | dominikanischer Philosoph und Schriftsteller                                                             | 74    |       |
| 5. November  | Helmut Fleinghaus                  | deutscher Kirchenmusiker und Musikwissenschaftler                                                        | 62    |       |
| 5. November  | Helmut Gleim                       | deutscher Kirchenmusiker                                                                                 | 85    |       |
| 5. November  | Jotinha                            | brasilianischer Komiker                                                                                  | 52    |       |
| 5. November  | Leonid Ossipow                     | sowjetischer Wasserballspieler                                                                           | 77    |       |
| 5. November  | Naomi Long Madgett                 | US-amerikanische Dichterin                                                                               | 97    |       |
| 5. November  | Barbara McAulay                    | australische Wasserspringerin                                                                            | 91    |       |
| 5. November  | Calogero Muscarà                   | italienischer Geograph                                                                                   | 91    |       |
| 5. November  | Leonid Ossipow                     | sowjetischer bzw. russischer Wasserballspieler                                                           | 77    |       |
| 5. November  | Geoffrey Palmer                    | britischer Schauspieler                                                                                  | 93    |       |
| 5. November  | Jim Ramstad                        | US-amerikanischer Politiker                                                                              | 74    |       |
| 5. November  | Reynaert                           | belgischer Sänger und Songschreiber                                                                      | 65    |       |
| 5. November  | Joseph Rishel                      | US-amerikanischer Museumskurator                                                                         | 80    |       |
| 5. November  | Ossi Runne                         | finnischer Komponist, Dirigent und Trompeter                                                             | 93    |       |
| 5. November  | Nissim Sharim                      | chilenischer Schauspieler und Theaterregisseur                                                           | 88    |       |
| 5. November  | Pierre Simonet                     | französischer Kampfpilot, Weltkriegsveteran und Widerstandskämpfer                                       | 99    |       |
| 5. November  | Géza Szőcs                         | rumänisch-ungarischer Schriftsteller und Politiker                                                       | 67    |       |
| 5. November  | Jean-Pierre Vincent                | französischer Theaterregisseur und Theaterleiter                                                         | 78    |       |
| 4. November  | Benno Bartocha                     | deutscher Fotograf                                                                                       | 84    |       |
| 4. November  | Sigrid Daub                        | deutsche Religionspädagogin und Übersetzerin                                                             | 93    |       |
| 4. November  | Wolfgang Döring                    | deutscher Architekt                                                                                      | 86    |       |
| 4. November  | Theodore Friend                    | US-amerikanischer Historiker                                                                             | 89    |       |
| 4. November  | Jacques Glowinski                  | französischer Neuropharmakologe                                                                          | 84    |       |
| 4. November  | Ken Hensley                        | britischer Musiker                                                                                       | 75    |       |
| 4. November  | Déa Januzzi                        | brasilianische Journalistin                                                                              | 68    |       |
| 4. November  | Lan                                | brasilianischer Karikaturist und Cartoonist                                                              | 95    |       |
| 4. November  | Jim Marurai                        | Politiker der Cookinseln                                                                                 | 73    |       |
| 4. November  | Klaus-Jürgen Matz                  | deutscher Historiker                                                                                     | 71    |       |
| 4. November  | Paul McIntyre                      | kanadischer Komponist, Pianist, Dirigent und Musikpädagoge                                               | 89    |       |
| 4. November  | Tom Metzger                        | US-amerikanischer Suprematist und Neonazi                                                                | 82    |       |
| 4. November  | Hans Mayer                         | deutscher Fußballspieler                                                                                 | 85    |       |
| 4. November  | Robert Peterson                    | kanadischer Politiker                                                                                    | 83    |       |
| 4. November  | Abdul Rashid                       | pakistanischer Feldhockeyspieler                                                                         | 73    |       |
| 4. November  | Gerhard Schomburg                  | deutscher Chemiker und Lehrbuchautor                                                                     | 91    |       |
| 4. November  | Luis Zapata                        | mexikanischer Schriftsteller und Übersetzer                                                              | 69    |       |
| 3. November  | Jan Bouzek                         | tschechischer Archäologe                                                                                 | 85    |       |
| 3. November  | Gennadi Bucharin                   | sowjetischer Kanute                                                                                      | 91    |       |
| 3. November  | Taymi Chappé                       | kubanische Fechterin                                                                                     | 52    |       |
| 3. November  | Claude Giraud                      | französischer Schauspieler                                                                               | 84    |       |
| 3. November  | Joachim Gries                      | deutscher Politiker                                                                                      | 88    |       |
| 3. November  | Christoph Hellmundt                | deutscher Musikwissenschaftler                                                                           | 82    |       |
| 3. November  | Ulrich Kraus                       | deutscher Tonmeister und Hochschulprofessor                                                              | 79    |       |
| 3. November  | Matti Laakso                       | finnischer Ringer                                                                                        | 81    |       |
| 3. November  | Faustas Latėnas                    | litauischer Komponist und Politiker                                                                      | 64    |       |
| 3. November  | Aileen Passloff                    | US-amerikanische Tänzerin, Tanzlehrerin und Choreografin                                                 | 89    |       |
| 3. November  | Charlotte Peter                    | Schweizer Journalistin und Autorin                                                                       | 96    |       |
| 3. November  | Elsa Raven                         | US-amerikanische Schauspielerin                                                                          | 91    |       |
| 3. November  | Justin Sonder                      | deutscher Holocaust-Überlebender                                                                         | 95    |       |
| 3. November  | Don Talbot                         | australischer Schwimmtrainer                                                                             | 87    |       |
| 3. November  | Anita Welz                         | deutsche Handballspielerin, Judoka und Leichtathletin                                                    | 78    |       |
| 2. November  | Dietrich Adam                      | deutscher Schauspieler                                                                                   | 67    |       |
| 2. November  | Robert Sam Anson                   | US-amerikanischer Journalist und Buchautor                                                               | 75    |       |
| 2. November  | Franz Bauer                        | deutscher Altphilologe und Gymnasiallehrer                                                               | 90    |       |
| 2. November  | Wolfgang Blaschitz                 | österreichischer Rechtsanwalt                                                                            | 62    |       |
| 2. November  | Lawrence Clayton                   | US-amerikanischer Schauspieler                                                                           | 64    |       |
| 2. November  | Nancy Darsch                       | US-amerikanische Basketballtrainerin                                                                     | 68    |       |
| 2. November  | Rajko Đurić                        | jugoslawischer bzw. serbischer Autor und Politiker                                                       | 73    |       |
| 2. November  | Roy Edwards                        | US-amerikanischer Landmaschinenmechaniker und Politiker                                                  | 66    |       |
| 2. November  | Marcel Grün                        | tschechischer Astronom                                                                                   | 73    |       |
| 2. November  | Wolfgang Jaeger                    | deutscher Politiker                                                                                      | 85    |       |
| 2. November  | Herta Kuhrig                       | deutsche Frauenforscherin                                                                                | 90    |       |
| 2. November  | Ahmed Laraki                       | marokkanischer Politiker                                                                                 | 89    |       |
| 2. November  | Rudi Löffelsend                    | deutscher Wohlfahrtspfleger und Pressesprecher                                                           | 70    |       |
| 2. November  | Wladimir Magurow                   | russischer Unternehmer                                                                                   | 54    |       |
| 2. November  | Horst Marquardt                    | deutscher Theologe und Publizist                                                                         | 91    |       |
| 2. November  | Helga Mondschein                   | deutsche Religionspädagogin und Kinderbuchautorin                                                        | 87    |       |
| 2. November  | Gigi Proietti                      | italienischer Schauspieler, Komiker, Regisseur und Fernsehmoderator                                      | 80    |       |
| 2. November  | Nikolai Rosow                      | russischer Mathematiker                                                                                  | 82    |       |
| 2. November  | Anton Schaaf                       | deutscher Politiker und Gewerkschafter                                                                   | 58    |       |
| 2. November  | John Sessions                      | britischer Schauspieler und Comedian                                                                     | 67    |       |
| 2. November  | Bartolomeo Sorge                   | italienischer Theologe und Politologe                                                                    | 91    |       |
| 2. November  | Brigitte Thurm                     | deutsche Schriftstellerin, Theaterwissenschaftlerin und Kulturfunktionärin                               | 88    |       |
| 2. November  | Ursula Trumpf                      | deutsche Leichtathletin und Lehrerin                                                                     | 76    |       |
| 2. November  | Maxwell William Ward               | kanadischer Flugpionier und Unternehmer                                                                  | 98    |       |
| 2. November  | Baron Wolman                       | US-amerikanischer Fotograf                                                                               | 83    |       |
| 2. November  | Hans-Heinrich Zweifel              | Schweizer Unternehmer                                                                                    | 87    |       |
| 1. November  | Carol Arthur                       | US-amerikanische Schauspielerin                                                                          | 85    |       |
| 1. November  | Rachel Caine                       | US-amerikanische Autorin                                                                                 | 58    |       |
| 1. November  | José Francisco Conde Ortega        | mexikanischer Essayist und Dichter                                                                       | 69    |       |
| 1. November  | Yalçın Granit                      | türkischer Basketballspieler                                                                             | 88    |       |
| 1. November  | Engelbert Groß                     | deutscher Religionspädagoge                                                                              | 81    |       |
| 1. November  | Eddie Hassell                      | US-amerikanischer Filmschauspieler                                                                       | 30    |       |
| 1. November  | Gerry Hayes                        | deutsch-US-amerikanischer Jazzmusiker                                                                    | 86    |       |
| 1. November  | Pierre Ira                         | österreichisches Model, Modeschöpfer und Fotograf                                                        | 77    |       |
| 1. November  | Pedro Iturralde                    | spanischer Saxophonist, Komponist und Musikpädagoge                                                      | 91    |       |
| 1. November  | Regina Kaltenbrunner               | österreichische Kunsthistorikerin und Museumsleiterin                                                    | 57    |       |
| 1. November  | Manfred Ludwig Mayer               | deutscher Politiker                                                                                      | 86    |       |
| 1. November  | Donald McDermott                   | US-amerikanischer Eisschnellläufer                                                                       | 90    |       |
| 1. November  | Nikki McKibbin                     | US-amerikanische Sängerin                                                                                | 42    |       |
| 1. November  | Karl-Heinz Oedekoven               | deutscher Kulturaktivist                                                                                 | 69    |       |
| 1. November  | Stephan Orlac                      | deutscher Schauspieler                                                                                   | 89    |       |
| 1. November  | Heinrich Schnitzer                 | deutscher Fußballspieler                                                                                 | 71    |       |
| 1. November  | Enuga Sreenivasulu Reddy           | indisch-US-amerikanischer Diplomat                                                                       | 96    |       |
| 1. November  | José Ruiz de la Peña               | spanischer Flamenco-Tänzer                                                                               | 86    |       |
| 1. November  | Markus Stangl                      | deutscher Schachspieler                                                                                  | 51    |       |
| 1. November  | Janusz Szuber                      | polnischer Autor, Lyriker und Dichter                                                                    | ≈73   |       |
| 1. November  | Merdith W. B. Temple               | US-amerikanischer General                                                                                | 68    |       |
| 1. November  | Lucy Trovar                        | mexikanische Schauspielerin                                                                              | 68    |       |
| 1. November  | Billy Tubbs                        | US-amerikanischer Basketballtrainer                                                                      | 85    |       |
| 1. November  | Tom Veiga                          | brasilianischer Schauspieler                                                                             | 47    |       |
| 1. November  | Alois Wolf                         | österreichischer Germanist und Mediävist                                                                 | 91    |       |
| 1. November  | Eva Zikmundová                     | tschechoslowakische Opernsängerin                                                                        | 88    |       |

### Datum unbekannt
| Tag                                 | Name                         | Beruf, bekannt als                                                   | Alter | Beleg |
| ----------------------------------- | ---------------------------- | -------------------------------------------------------------------- | ----- | ----- |
| tot aufgefunden am 29. November     | Andrea Huser                 | Schweizer Mountainbikerin, Triathletin und Multisportlerin           | 46    |       |
| Tod bekannt gegeben am 26. November | Dursun Ali Baran             | türkischer Fußballspieler                                            | 84    |       |
| 22. November oder 23. November      | Franco Archibugi             | italienischer Wirtschaftswissenschaftler und Raumplanungstheoretiker | 94    |       |
| Tod bekannt gegeben am 21. November | Ulrike Lerchbaumer           | deutsche Balletttänzerin und Tanzpädagogin                           | 76    |       |
| tot aufgefunden am 18. November     | Broselianda Hernández        | kubanische Schauspielerin                                            | 56    |       |
| Tod bekannt gegeben am 12. November | Leonid Potapow               | russischer Politiker                                                 | 86    |       |
| Tod bekannt gegeben am 11. November | Gennadi Tscheljukanow        | russischer Biathlontrainer                                           | 80    |       |
| Tod bekannt gegeben am 9. November  | K. R. Norman                 | britischer Indologe                                                  | 95    |       |
| Tod bekannt gegeben am 5. November  | Brax                         | US-amerikanische Rapperin                                            | 21    |       |
| 1. November oder 2. November        | Andreas Schneider-Neureither | deutscher Unternehmer                                                | 56    |       |
| Anfang November                     | Tom Albach                   | US-amerikanischer Musikproduzent                                     | 95    |       |